# Хаглунд, Софи
Софи Хаглунд (швед. Sophie Haglund; fl. 1830), — шведская сценическая актриса. Она была звездой Гётеборгского театра и одним из самых известных театральных актёров за пределами столицы Швеции Стокгольма в своё время.
Её происхождение неизвестно, что не было редкостью для актёров того времени. Софи Хаглунд играла в Театре комедии (швед. Comediehuset) в Гётеборге в 1810—1816 годах, а затем на сцене в театре Сегерлиндска (Segerlindska teatern), заменившем старый Театр комедии, в 1816—1823 годах, которым сначала руководил Юхана Антона Линдквиста и (с 1820 года) под руководством Густава Обергссона. Софи Хаглунд была главной звездой театра в то время, когда в Гётеборге был постоянный театр, единственный в Швеции находившийся за пределами Стокгольма.
Среди её ролей выделялись заглавная роль в «Луизе и Уоллборне» Августа Лафонтена, роль Марианны в «Тартюфе, или Обманщике» Мольера, заглавная роль в «Подкидыше» Кастелли, роль Маргарета Керл в «Марии Стюарт» Фридриха Шиллера, Розы в «Ночи в лесу» Николя Далейрака и Жюль д’Аранкур в «Аббате де л’Эпе».
Софи Хаглунд получала преимущественно хорошие отзывы за свои роли. По поводу её работы в «Подкидыше» было сказано следующее:
Увидев её в этой пьесе, а также в пьесе «Крестоносцы» (швед. Korsfararne), можно сказать, что наша сцена никогда, по крайней мере в течение довольно долгого времени, не обладала такими искусными актрисами, как госпожа Обергссон и мамселли Хаглунд и Оберг;
Хаглунд высоко ценилась, в частности, за её способности к трагическим ролям, которые в то время имели самый высокий статус среди жанров актёрского мастерства:
...она наша единственная трагическая актриса, которая ярко проявила себя в «Крестоносцах» и «Подкидыше». Она обладает той юношеской слабостью, той кроткой грацией, тем нежным, почти меланхоличным выражением лица, которое свойственно трагической актрисе.
В 1823 году Гётеборгский театр был распущен как постоянная сцена, и Софи Хаглунд стала актрисой в театральной труппе Карла Вильднера. Известно, что Хаглунд снова выступала на своей старой сцене в Гётеборге в 1830 году, когда город посетила труппа Вильднера.